# Дејан Ацовић
Дејан Ацовић (1970) српски је класични филолог, књижевни преводилац и библиотекар.

## Биографија
Он је превео текстове Лукијана из Самосате, Марсела Швоба, Нормана Дагласа и Фреје Старк који су извођени на Трећем програму Радио Београда. Друге преводе објавили су различити издавачи.
Преводилац је са античких језика, француског и новогрчког.
У ауторском чланку у Политици о својој професији рекао је: Преводиоци на наш језик, адепти и посвећеници овог сасвим посебног вида стваралаштва, јесу архитекте и извођачи радова на веома важним мостовима и тако ће бити докле год буде постојало ово што називамо цивилизацијом и културом.

## Преводи
- Е.М. Форстер - Фарос и Фарилон, 2012.[3]
- Остају само загонетка и трагедија - списи о Хадријану, 2013.[3]
- Лукијан из Самосате - Изабрани списи, 2013.[3]
- Аугер Гислен де Бузбек - Писма из Турске, 2014.[3]
- Флавије Аријан - Поход Александра Великог, 2015.[3]
- Исидор Кијевски, Никола Барбаро, Леонардо са Хиоса - Опсада и пад Константинопоља 1453, 2016.[3]
- Аристофан - Три комедије, 2016.[3]
- Жофроа Вилардуен - Хроника Четвртог крсташког рата и освајање Константинопоља, 2016.[3]
- Хетере у старогрчкој књижевности, 2018.[3]
- Мајкл Добс - Кула од карата, 2019.[3]
- Гај Светоније Транквил - Животи и нарави дванаест римских царева, 2019.[3]
- Рене Вивијен - Сапфа и друге прозе, 2020.[4]
- Тит Макције Плаут - Седам комедија, 2022.[3]